# Alice Cooper
Alice Cooper (nacido Vincent Damon Furnier; Detroit, Míchigan; 4 de febrero de 1948) es un cantante de hard rock y heavy metal estadounidense. Alice Cooper fue inicialmente el nombre de una banda de rock and roll en la que Furnier era el vocalista, pionero del género conocido como shock rock. Surgido en 1964 en Arizona, Estados Unidos, logró su mayor auge durante los años setenta y alcanzó el éxito comercial con el álbum Billion Dollar Babies de 1973. Posteriormente, Furnier adoptó el nombre de su anterior banda e inició una carrera como solista, convirtiéndose en un importante icono del rock que influiría en diferentes géneros, como el heavy metal, el hard rock, el punk y el rock gótico.
Ha sido referente para artistas y bandas como Rob Zombie y Marilyn Manson, al ser uno de los pioneros en asociar rock y espectáculo en sus conciertos y en montar pequeñas historias teatrales encima de un escenario donde a la vez tocaba un grupo de rock y crear de sí mismo un personaje de pesadilla.
Cooper es reconocido por el uso de maquillajes de aspecto siniestro, inquietantes letras y provocativas representaciones que abarcaban ejecuciones con guillotina y sillas eléctricas o actos con enormes serpientes, que ilustraban los contenidos de sus álbumes, muchos de los cuales narraban una historia, en la más pura línea del álbum conceptual. Alice Cooper sería el primero en desarrollar con más sofisticación las puestas en escena respecto a otros músicos influenciados por la estética "glam-teatral", como David Bowie o Peter Gabriel, inspirado notablemente por el cantante Arthur Brown. Esta característica escénica influiría notablemente a grupos como Kiss, White Zombie, Mötley Crüe, Twisted Sister, Vinnie Vincent Invasion, Mercyful Fate y King Diamond. Dentro de su actitud irreverente destaca el show de cortar bebés con un hacha, filetear una dama frente a un refrigerador abierto e incluso presentarse para presidente contra Richard Nixon en Estados Unidos.
Cooper también es famoso por su carismática personalidad fuera del escenario, siendo nombrado el "artista de heavy metal más querido" en el libro The Rolling Stone Album Guide, publicado por la famosa revista Rolling Stone. Es acreditado como uno de los creadores del sonido y del estilo heavy metal, y ha sido descrito como "el primer artista en incluir imaginería de terror en el rock and roll, con sus escenarios y montajes terroríficos en concierto". Aparte de la música, Cooper ha actuado en algunas películas, entre las que destacan Wayne's World, de Penelope Spheeris, Sombras Tenebrosas, de Tim Burton y The Prince of Darkness, de John Carpenter.

## Biografía

### Primeros años
Furnier nació en Detroit, Míchigan, hijo de Ella Mae y Ether Moroni Furnier. Su padre fue un predicador en la Iglesia de Jesucristo en Monongahela, Pensilvania. Su nombre era una mezcla del nombre de su tío, Vincent Collier Furnier y del escritor Damon Runyon. Su padrino de nacimiento, Thurman Sylvester Furnier, fue apóstol en la mencionada iglesia.
Furnier asistía activamente a la iglesia en su niñez. Debido a complicaciones con su salud en la adolescencia, tuvo que mudarse con su familia a Phoenix, Arizona, donde logró graduarse en bellas artes.

### Años 1960

#### The Spiders
En 1964, un Furnier con apenas 16 años de edad forma la agrupación The Earwigs. Debido a que ninguno de sus miembros sabía tocar aún ningún instrumento musical, inicialmente la banda se vestía como los Beatles y hacía mímica con las canciones de la banda británica. Después de unos meses decidieron convertirse en una banda real, aprendieron a tocar instrumentos y cambiaron su nombre a The Spiders, grupo que consistía en Furnier como vocalista, Glen Buxton y John Tatum como guitarristas, Dennis Dunaway en el bajo y John Speer en la batería. Musicalmente, el grupo se inspiró en bandas como los mencionados Beatles, the Rolling Stones, the Who, the Kinks, the Doors y the Yardbirds. En aproximadamente un año la banda empezó a realizar presentaciones en el área de Phoenix con una telaraña gigante en el fondo del escenario, su primer montaje.
En 1965, the Spiders grabaron su primer sencillo, "Why Don't You Love Me", con Furnier tocando la armónica. El Lado B del sencillo era una versión de Marvin Gaye titulada "Hitch Hike". El sencillo fue publicado por la disquera local Mascot Records, propiedad de Jack Curtis, promotor y propietario del local juvenil Stage 7, el que se convertiría en el lugar de presentación habitual de the Spiders.
En 1966, Michael Bruce reemplazó a John Tatum en la guitarra rítmica. La banda publicó su segundo sencillo, "Don't Blow Your Mind", una composición original que llegó al primer puesto en las listas de éxitos locales. En 1967, la banda empezó a realizar viajes por tierra a Los Ángeles para brindar conciertos. Pronto cambiaron su nombre a Nazz y publicaron el sencillo "Wonder Who's Lovin' Her Now". El baterista John Speer fue reemplazado por Neal Smith. A finales de ese año, la agrupación se trasladó definitivamente a Los Ángeles.

#### La banda adopta un nuevo nombre: "Alice Cooper"
En 1968 la banda se enteró de que Todd Rundgren también había estado en una agrupación llamada Nazz, por lo que se vieron en la necesidad de cambiar su nombre. Furnier creía que la banda necesitaba algún truco para llegar al éxito y que otras agrupaciones no estaban explotando lo teatral en sus presentaciones en vivo. Existe una leyenda urbana que dice que el nombre "Alice Cooper" fue escogido en una sesión con la tabla güija, cuando el espíritu de una niña que vivió en Inglaterra en el siglo XVII llamada Alice Cooper se manifestó ante los miembros de la agrupación. Sin embargo, en una entrevista con Mark Radcliffe en el programa Radcliffe and Maconie de la BBC Radio 2 el 30 de noviembre de 2009 Alice describió el incidente con la güija como una "leyenda urbana". Finalmente, Furnier adoptaría este nombre como su nombre artístico.
Cooper y la banda crearon un villano, asesino de mujeres, vestido con prendas femeninas y usando un horrendo maquillaje, pensando que esto les generaría gran publicidad debido a la controversia ocasionada. El personaje del villano era interpretado por el propio Cooper en las presentaciones en vivo de la banda. En 2007, en el libro autobiográfico Alice Cooper, Golf Monster Cooper argumentó que se inspiró en la película de 1962 What Ever Happened to Baby Jane? para el diseño de su maquillaje. La película le dio a Cooper la idea para el maquillaje de sus ojos luego de ver algunas escenas de Bette Davis. También se basaron en el personaje de Anita Pallenberg en la película Barbarella.
La formación clásica de Alice Cooper en ese momento consistía en Furnier, el guitarrista líder Glen Buxton, el guitarrista rítmico Michael Bruce, el bajista Dennis Dunaway y el baterista Neal Smith. Cooper, Buxton y Dunaway eran estudiantes de bellas artes, y su admiración por los trabajos surrealistas de Salvador Dalí servirían de inspiración para sus extraños escenarios. Una noche, luego de una presentación en Venice, California en la que el público abandonó el escenario luego de diez minutos de presentación, el mánager Shep Gordon arregló una audición para la banda con el músico y reciente productor discográfico Frank Zappa, quien se encontraba en la búsqueda de actos poco convencionales para producirlos en su nueva disquera, Straight Records. Zappa convocó a la banda para que se presentara en su casa a las "7 en punto". Los músicos equivocadamente hicieron presencia en la casa de Zappa a las 7 de la mañana. El ser despertado a las 7 de la mañana por una banda que quería tocar una especie de rock psicodélico impresionó lo suficiente a Frank Zappa como para firmar con la banda un contrato de tres álbumes con Straight Records.
El primer álbum de la banda, Pretties For You (publicado en 1969), se ubicó en la posición n.º 193 de las listas de éxitos estadounidenses, sin embargo comercialmente fue un fracaso.
La banda continuó generando controversia con sus actuaciones en vivo, lo que indirectamente llevaría a varios medios impresos a crear el término shock rock. En un concierto en Toronto en septiembre de 1969, Cooper arrojó una gallina al público, creyendo que el animal podría volar lejos. Sin embargo, la gallina cayó en la primera fila de la audiencia, ocupada por asistentes en sillas de ruedas, los cuales despedazaron el animal. Al día siguiente el incidente apareció en la primera plana de los periódicos. Zappa telefoneó a Cooper preguntándole por la veracidad de la historia, pues en algunos medios se afirmaba que Alice había cortado la cabeza de la gallina y había bebido su sangre en el escenario. Cooper negó el rumor, sin embargo Zappa le recomendó que no lo negara en público, pues esto le traería aún más publicidad a su banda.
La agrupación comentaría años más tarde que su principal influencia en esa época era Pink Floyd, especialmente el primer álbum de la banda británica, The Piper at the Gates of Dawn. Glen Buxton declaró que podía escuchar por horas los riffs de guitarra de Syd Barrett.

### Años 1970

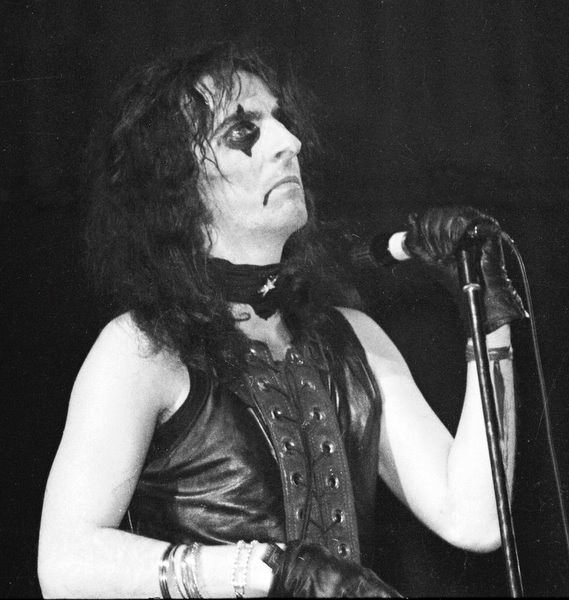
Cooper en 1972.

A pesar de la publicidad generada con el incidente de la gallina, el segundo álbum de la banda, Easy Action, producido por David Briggs y publicado en junio de 1970, obtuvo incluso peores ventas que su antecesor, fallando en ingresar en el Top 200 de la lista de éxitos Billboard. Dada la indiferencia del público californiano, la banda se trasladó a Pontiac, Míchigan, donde las bandas de “proto punk” locales como the Stooges y MC5 realizaban escandalosos recitales, similares a los de la banda de Cooper. Míchigan sería el hogar de la banda hasta 1972. "Los Ángeles simplemente no lo entendió" comentó Cooper. "Consumían otro tipo de droga. Estaban aficionados al ácido, mientras nosotros simplemente tomábamos cerveza. Encajamos mejor en la escena de Detroit."
En el otoño de 1970, la banda contrató al reputado productor Bob Ezrin para la grabación de su tercer trabajo discográfico, Love It to Death. Este sería el último álbum de la banda con Straight Records. El sencillo "I'm Eighteen", publicado en noviembre de 1970, alcanzó la posición n.º 21 en la lista Billboard Hot 100 a comienzos de 1971 y se convertiría en el primer éxito real de la banda. Poco tiempo después del lanzamiento del álbum, Warner Bros. Records compró los derechos de contrato de Straight Records y lanzó nuevamente el disco, dándole al grupo un nivel mayor de promoción, al tratarse de una discográfica de reconocimiento mundial.
Love It to Death finalmente se posicionó en la ubicación n.º 35 de la lista Billboard 200. Sería el primero de once álbumes de la banda producidos por Ezrin, el cual fue fundamental en el desarrollo del nuevo sonido de la agrupación.
La banda adoptó nuevos actos de horror en sus presentaciones en vivo, que incluían ejecuciones en la silla eléctrica y diversas torturas góticas. El éxito del álbum los llevó por primera vez a actuar en Europa, donde contaron con asistentes de lujo en algunos de sus conciertos como Elton John y David Bowie.
Su siguiente trabajo discográfico, Killer, publicado a finales de 1971, logró confirmar el éxito de Love It to Death. Los sencillos "Under My Wheels" "Be My Lover" y "Halo of Flies" lograron excelentes posiciones en las listas de éxitos de varios países. El verano de 1972 vio el lanzamiento del sencillo "School's Out", el cual logró ingresar en el Top 10 estadounidense y encabezó la lista de éxitos británica. El álbum School's Out alcanzó la segunda posición en tierras estadounidenses y vendió alrededor de un millón de copias. La banda se trasladó a su nueva mansión en Greenwich, Connecticut. La agrupación solidificó su reciente éxito con una gira por los Estados Unidos y Europa.

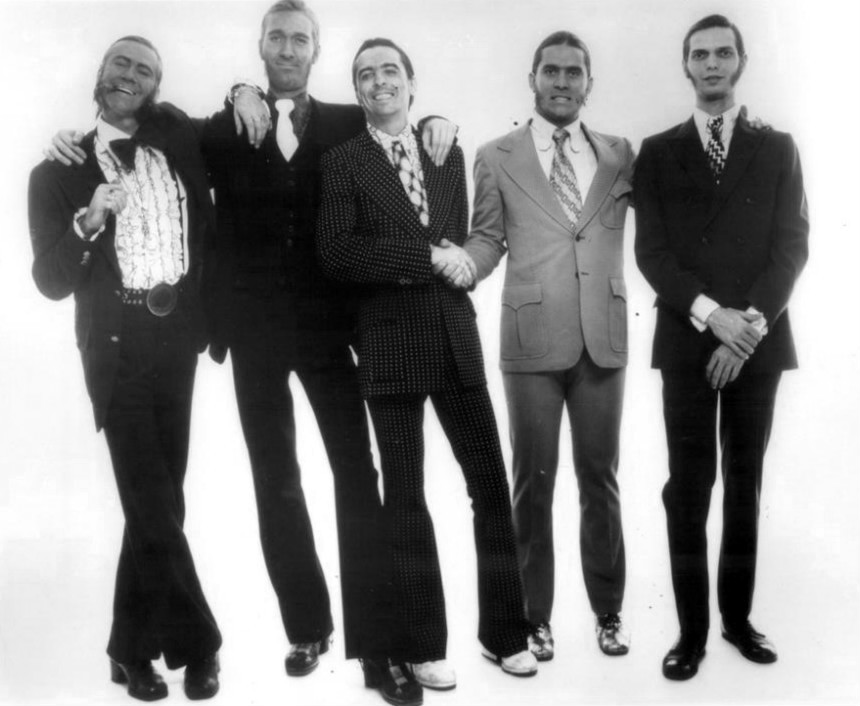
El grupo en 1973.

Pese a su éxito comercial, la banda empezó a afrontar inconvenientes con los grupos moralistas y activistas. En el Reino Unido, Mary Whitehouse, una activista cristiana, persuadió a la BBC para que censurara el vídeoclip de "School's Out", aunque su campaña no pudo evitar que el sencillo encabezara las listas de éxitos británicas. Cooper le envió un ramo de flores a la activista como agradecimiento por la publicidad gratuita. Mientras tanto, el parlamentario Leo Abse lanzó una petición al político Reginald Maudling para que se le prohibiera a Alice Cooper hacer presentaciones en el país.
En febrero de 1973, Billion Dollar Babies fue publicado a nivel internacional, convirtiéndose en el disco comercialmente más exitoso de la banda, encabezando las listas de éxitos británicas y estadounidenses. El sencillo "Elected", logró ingresar en el Top 10 británico junto a "Hello Hooray" y "No More Mr. Nice Guy". La canción Billion Dollar Babies contó con la participación del cantante Donovan y fue también un éxito en Estados Unidos. Glen Buxton abandonó la agrupación debido a problemas de salud, siendo reemplazado por el músico de sesión Mick Mashbir.
La gira promocional de 1973 por los Estados Unidos fue sumamente exitosa y llevó el aspecto teatral a otro nivel, con escenarios multinivel y el uso de efectos especiales, sin apartarse de las rutinas de horror. Se implementaron actos como la decapitación de bebés de plástico y de maniquíes y se utilizó por primera vez la famosa guillotina. Estos efectos fueron diseñados por el mago James Randi, el cual aparecía en las presentaciones como el verdugo. La banda se convirtió en un éxito a nivel mundial, sin embargo, la constante repetición de sesiones de grabación y giras empezó a hacer mella en la integridad de los músicos haciendo aparecer las adicciones.

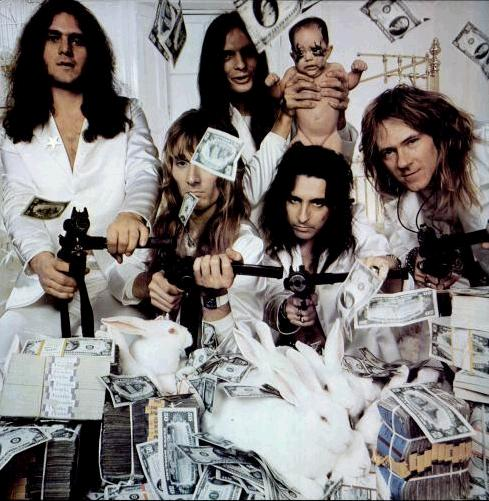
Foto promocional del sencillo "No More Mr. Nice Guy".

Muscle of Love, lanzado a finales de 1973, fue el último disco grabado por la formación original y marcó el último sencillo en el Top 20 británico de Alice Cooper con "Teenage Lament '74". La banda grabó una canción para la película El hombre de la pistola de oro de la serie del agente secreto James Bond, pero una canción diferente con el mismo nombre de la cantante Lulu fue finalmente escogida. En 1974, Muscle of Love aún no había podido superar las ventas y el éxito en las listas de su antecesor, lo que llevó a la banda a tener constantes enfrentamientos entre sus miembros. Por varias razones, los músicos accedieron a darse unos meses de descanso. "Todos decidieron que querían descansar los unos de los otros", comentó el mánager Shep Gordon en ese momento. "Se generó mucha presión, pero es algo con lo que podemos lidiar. Todos necesitan juntarse y hablar." El periodista Bob Greene pasó varias semanas viajando con la banda en la gira Muscle of Love Christmas Tour en 1973. Su libro Billion Dollar Baby, publicado en noviembre de 1974, se convirtió en un perfecto retrato de la banda, mostrando a un grupo en una total falta de armonía.
Durante este tiempo, Cooper regresó a Los Ángeles y empezó a participar en algunos programas de televisión como The Hollywood Squares. Warner Bros. publicó el primer álbum recopilatorio de la banda, titulado Alice Cooper's Greatest Hits, el cual ingresó en el Top 10 estadounidense, algo que Muscle of Love no pudo lograr. Sin embargo, la película de 1974 Good to See You Again, Alice Cooper (consistente en material en vivo de la banda del año anterior), exhibida en algunos cines de Estados Unidos, no logró la repercusión deseada. El 5 de marzo de 1974, Cooper apareció en el tercer episodio de  The Snoop Sisters, interpretando a un cantante de un culto satánico. Las últimas presentaciones en vivo de Alice Cooper como banda sucedieron en Brasil, entre marzo y abril de 1974, incluyendo una presentación en la ciudad de São Paulo donde asistieron unos 158.000 fanáticos en un recinto cerrado, una cifra récord para la época.

#### Welcome to My Nightmare
En 1975, Alice Cooper retornó a la escena, esta vez como solista, con la grabación del álbum Welcome to My Nightmare. Para evitar complicaciones con el uso del nombre de la banda, Furnier tuvo que cambiar legalmente su nombre a "Alice Cooper". El éxito de Welcome to My Nightmare marcó el quiebre definitivo de Cooper con su antigua banda. Alice se valió nuevamente del productor Bob Ezrin, el cual reclutó a la banda del cantante Lou Reed, la cual incluía a los guitarristas Dick Wagner y Steve Hunter, para tocar en el álbum. Soportado por la balada "Only Women Bleed" (la cual ingresó en el Top 20 estadounidense), el álbum fue publicado por Atlantic Records en marzo de ese año, logrando entrar en el Top 10. Se trataba de un álbum conceptual basado en una pesadilla de un niño llamado Steven, contando con la narración del actor Vincent Price y sirviendo como banda sonora para el nuevo espectáculo de Cooper en vivo, el cual concluía con el cantante decapitado.
Welcome to My Nightmare es un disco lleno de eclecticismo y cuidadosos arreglos, además de tener un sonido ligeramente más endurecido en ciertos cortes del álbum. A este álbum pertenecen temas tan recordados como "Department of Youth", "Devil's Food" o la canción homónima.
Adicionalmente se grabó un especial televisivo llamado The Nightmare, protagonizado por Cooper y el mencionado actor Vincent Price, el cual fue emitido en abril de 1975. The Nightmare (lanzado en formato de vídeo en 1983 y nominado al Premio Grammy por mejor vídeo musical de larga duración) fue reconocido como uno de los mejores momentos tanto musicales como visuales del artista.
Debido al inmenso éxito que estaba consiguiendo, Cooper decidió disolver su agrupación definitivamente. Bruce, Dunnaway y Smith formaron la banda de corta duración Billion Dollar Babies, produciendo un álbum en 1977 llamado Battle Axe.

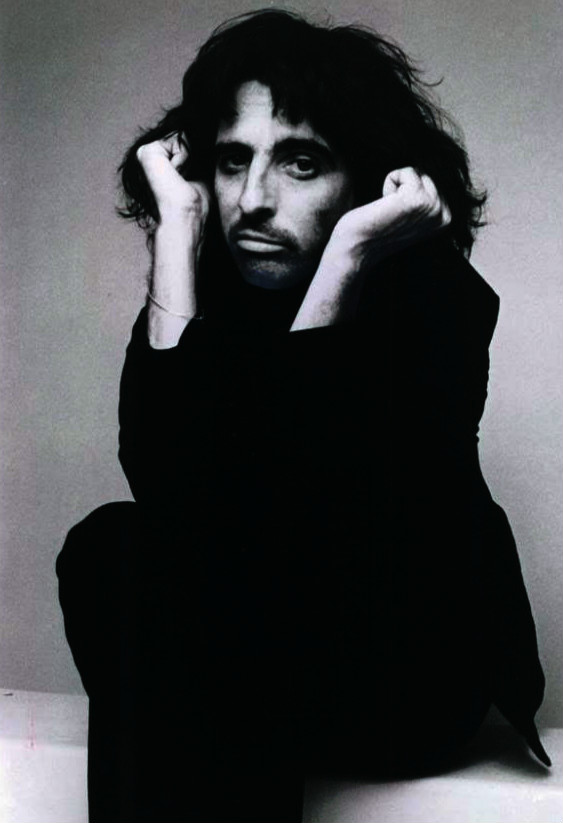
Cooper en 1978.

Seguido a la publicación del sencillo "I Never Cry" en 1976, fueron publicados dos álbumes, Alice Cooper Goes to Hell y Lace And Whiskey. En 1977 la balada "You and Me" escaló hasta la posición n.º 9 en las listas estadounidenses. Pese al éxito conseguido, era claro que Cooper necesitaba ayuda urgente con su desbordado alcoholismo. Luego de la gira en soporte de su último álbum, el mismo Alice se internó en una clínica de desintoxicación. Durante el tiempo en que estuvo hospitalizado, fue lanzado el álbum en vivo The Alice Cooper Show.
En 1978, un Cooper sobrio usó su experiencia en la clínica para componer las canciones de su siguiente álbum, titulado From the Inside, contando con la colaboración en la composición de Bernie Taupin. El disco produjo otro Top 20, la balada "How You Gonna See Me Now". La subsecuente gira trajo consigo la grabación del vídeo The Strange Case of Alice Cooper, en 1979. Durante esa época, Cooper cantó las canciones "Welcome to My Nightmare", "You and Me" y "School's Out" en El Show de los Muppets el 28 de marzo de 1978.

### Años 1980
Los primeros álbumes de estudio grabados por Alice Cooper en los años ochenta son considerados por el mismo cantante como sus "álbumes oscuros", debido a que no puede recordar la grabación de los mismos por encontrarse bajo el efecto de sustancias ilícitas. Flush the Fashion, Special Forces, Zipper Catches Skin y DaDa experimentaron una baja comercial, con los dos últimos quedándose sin ingresar en el Billboard Top 200. Flush the Fashion, producido por el reputado Roy Thomas Baker (reconocido por su trabajo con Queen), mostró un sonido muy similar al new wave, lo que generó descontento en los fanáticos del sonido clásico de Cooper. A pesar de este detalle el álbum logró ubicar el sencillo "Clones (We're All)" en el Top 40 estadounidense. Special Forces contenía un sonido un tanto más agresivo, e incluía una nueva versión de la canción "Generation Landslide". Su gira promocional para Special Forces marcó la última presentación en vivo de Cooper por aproximadamente cinco años; fue solo hasta 1986, en promoción del álbum Constrictor, que Alice volvería a los escenarios. Zipper Catches Skin, de 1982, mostró un sonido más orientado al pop punk. Sin embargo, en el momento de su lanzamiento, Cooper tuvo que trasladarse de nuevo a Phoenix en un precario estado de salud para recibir tratamiento contra su adicción a la cocaína y para contar con el apoyo de su familia y amigos. En 1983 se contactó nuevamente con el productor Bob Ezrin y con el guitarrista Dick Wagner para grabar el disco DaDa, su última producción discográfica con Warner Bros.
A mediados de 1983, luego de las sesiones de grabación de DaDa, Cooper fue hospitalizado de nuevo y se le diagnosticó cirrosis. En febrero de 1984, recuperado de sus dolencias, Alice no tenía ningún contrato firmado con algún sello discográfico.
Cooper se alejó del negocio musical por algunos meses, para tratar asuntos personales, como su divorcio de Sheryl Cooper, el cual se llevó a cabo el 30 de enero de 1984. Ese mismo año protagonizó la película de horror Monster dog, filmada en Torrelodones, España, coprotagonizada por la actriz ibérica Victoria Vera. Meses después Cooper se reconcilió con Sheryl, mudándose con su pareja a la ciudad de Chicago. El año se cerró con algunas sesiones de grabación en Nueva York, esta vez con el guitarrista de Hanoi Rocks, Andy McCoy. En 1985, conoció al guitarrista Kane Roberts, con el que compuso alguna música. Cooper logró un contracto con MCA Records y apareció como vocalista invitado en la canción "Be Chrool to Your Scuel" de la banda estadounidense Twisted Sister. Se realizó un vídeoclip para la canción, en el que Alice usó su maquillaje de ojos negro por primera vez desde 1979. La publicidad generada por el retorno de Cooper a la música pronto fue discutida por la censura que se le dio al mencionado vídeo, debido a las imágenes explícitas de canibalismo, efectos creados por el experto Tom Savini.
En 1986, Alice Cooper oficialmente retornó a la industria musical con el lanzamiento del álbum Constrictor. El disco contenía los sencillos "He's Back (The Man Behind the Mask)" (canción utilizada en la película Friday the 13th Part VI: Jason Lives, de la franquicia basada en el asesino serial Jason Voorhees) y "Teenage Frankenstein", usada en la misma película. La gira promocional del disco fue llamada The Nightmare Returns, haciendo clara alusión a la vuelta a los escenarios del músico.
Raise Your Fist and Yell fue publicado en 1987 y exhibía un sonido aún más duro que Constrictor, considerado como heavy metal. La gira de soporte del álbum estuvo marcada por escenarios descomunales y actos sangrientos, basados en el cine slasher, muy popular en la época con producciones como A Nightmare on Elm Street y la mencionada Viernes 13. El espectáculo nuevamente fue blanco de controversias, especialmente en tierras europeas. Durante la última parte de la gira en Londres, durante uno de los actos de ejecución al final del concierto, Cooper casi muere ahorcado.
Constrictor y Raise Your Fist and Yell fueron grabados por el guitarrista Kane Roberts y el bajista Kip Winger, los cuales abandonarían la banda a finales de 1988. Roberts inició una carrera como solista y Kip formó la banda Winger.
En 1987 Cooper hizo una breve aparición en la película de horror El príncipe de las tinieblas, dirigida por John Carpenter, aunque su papel carecía de diálogos.
Cooper grabó una nueva canción, "I Got a Line on You", para la banda sonora de la película Iron Eagle II. La canción fue usada como Lado B del sencillo "Poison" e incluida en el recopilatorio The Life and Crimes of Alice Cooper.

#### "Poison" y su regreso al éxito
En 1988 su contrato con MCA Records expiró, por lo que firmó uno nuevo con Epic Records. En 1989 contactó al productor y compositor profesional Desmond Child (reconocido por su trabajo con la banda Bon Jovi) para grabar el álbum Trash, un disco recordado por producir el exitoso sencillo "Poison", cuyo vídeo fue fuertemente promocionado por el canal MTV y por otras canciones como "Bed of Nails" o "Spark in the Dark". "Poison" se ubicó en la posición n.º 2 en el Reino Unido y en la n.º 7 en Estados Unidos. El disco fue acompañado por una extensa gira mundial, de la que se grabó el directo Alice Cooper Thrashes the World.

### Años 1990
Su siguiente trabajo, Hey Stoopid (1991), seguiría la misma línea que su anterior álbum, con mediano éxito, debido principalmente a la caída en la popularidad que estaba experimentando el glam metal por ese entonces, dando paso al grunge de Seattle. El álbum produjo los sencillos "Love is a Loaded Gun", "Feed My Frankenstein" y "Hey Stoopid". Ese mismo año publicó el vídeo Alice Cooper: Prime Cuts, una crónica de su carrera con entrevistas al mismo Cooper, Bob Ezrin y Shep Gordon.
A mediados de los años 1990, Cooper se había convertido en un verdadero icono de la cultura popular, siendo invitado a la grabación de álbumes de importantes bandas de la época, como Use Your Illusion I de Guns N' Roses, en el cual cantó con Axl Rose en la canción "The Garden". También hizo una breve aparición como el padrastro abusivo de Freddy Krueger en la película Freddy's Dead: The Final Nightmare (1991) y realizó un cameo en la comedia Wayne's World, dirigida por Penelope Spheeris.
En 1994, Cooper publicó el álbum The Last Temptation, su primer trabajo conceptual desde DaDa. Paralelo al lanzamiento de The Last Temptation se lanzó una serie de cómics escrita por Neil Gaiman, basada en la historia contada en el álbum. Este sería el último disco de Alice con Epic Records. Luego se publicó el álbum en vivo A Fistful of Alice, que contenía la grabación de un concierto en el club Cabo Wabo, propiedad del músico Sammy Hagar, en 1997. En la presentación participaron músicos como Slash, Rob Zombie y el mismo Hagar.
En 1999 se lanzó al mercado el box-set The Life and Crimes of Alice Cooper, el cual incluía una biografía autorizada de Cooper: Alcohol and Razor Blades, Poison and Needles: The Glorious Wretched Excess of Alice Cooper, All-American, escrita por Jeffrey Morgan, editor de la revista Creem.
Durante su ausencia de los estudios de grabación, Cooper aprovechó para salir de gira. En 1996 interpretó a Herodes Antipas en la versión inglesa del musical Jesucristo Superstar.

### Nuevo milenio

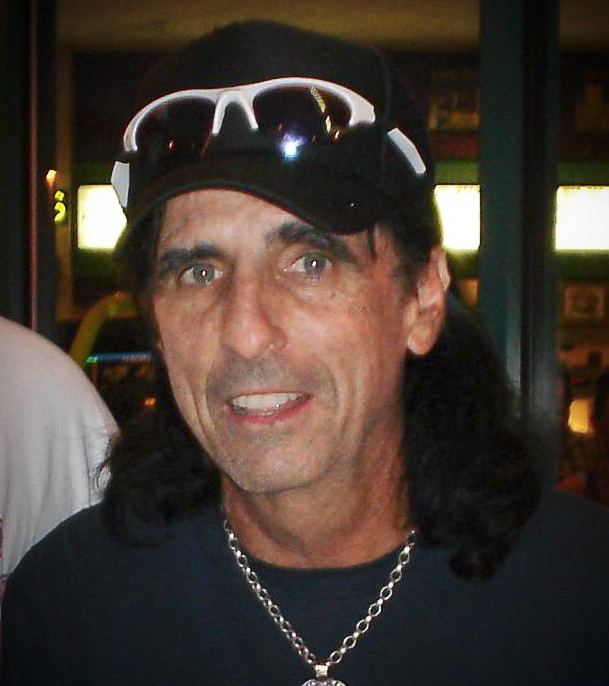
Cooper en 2004.

La primera década del nuevo milenio vio a un Alice Cooper muy activo en el estudio y saliendo de gira constantemente. En el 2003 se le concedió una estrella en el Paseo de la Fama de Hollywood. En mayo de 2004 recibió un doctorado honorario de la Universidad de Grand Canyon y en el 2006 le fueron entregadas las "llaves de la ciudad" de Alice, Dakota del Norte.
En el año 2000 lanzó el álbum Brutal Planet, el cual marcó su regreso al sonido heavy metal, incorporando elementos de metal industrial más en boga de grupos como Nine Inch Nails o Marilyn Manson. El álbum fue producido por Bob Marlett, con Bob Ezrin regresando como productor ejecutivo. Su respectiva gira llevó a Alice por primera vez a Rusia. Uno de los conciertos de dicha gira en Londres fue grabado profesionalmente para el lanzamiento del DVD Brutally Live.
Brutal Planet fue seguido por un álbum con un sonido similar: Dragontown, producido por Ezrin.
Cooper suavizó su sonido para el álbum The Eyes of Alice Cooper de 2003. Para la grabación del disco, Alice reclutó para su banda a todo un equipo de músicos jóvenes, admiradores del sonido clásico de Alice Cooper que triunfó en los años 70, dando al álbum un sonido más cercano al hard rock.
El 26 de enero de 2004 empezó a transmitirse el programa radial Nights with Alice Cooper en muchas ciudades de los Estados Unidos. El programa se especializa en clásicos del rock, historias de vida de Alice y entrevistas a notorias personalidades musicales. El programa se transmite en más de 100 estaciones radiales de Estados Unidos y Canadá.
Una continuación del estilo de composición adoptado en The Eyes of Alice Cooper fue utilizado en el álbum Dirty Diamonds, publicado en 2005. Dirty Diamonds se convirtió en el disco con mejor comportamiento en las listas de éxitos desde The Last Temptation de 1994. La consecuente gira incluyó muchas presentaciones en Norteamérica y Europa, llevando a Cooper a dar un concierto en el reconocido Festival de Jazz de Montreaux en Suiza, el 12 de julio de 2005. Cooper y su banda, que incluía al baterista Eric Singer (Kiss, Eric Singer Project, Black Sabbath, Lita Ford), fueron grabados en dicha presentación para el lanzamiento de un DVD llamado Alice Cooper: Live at Montreux 2005.
En diciembre de 2006, los músicos originales de Alice Cooper se reunieron para tocar seis canciones clásicas de la banda en un evento de caridad en Phoenix, llamado "Christmas Pudding".
El 1 de julio de 2007, Cooper y Marilyn Manson cantaron juntos en el B'Estival en Bucarest, Rumania. La presentación sirvió como reconciliación entre ambos artistas, ya que anteriormente Cooper había criticado la falta de originalidad de Manson al escoger un nombre femenino y vestirse con prendas de mujer, algo que él había hecho más de treinta años atrás.
En enero de 2008, Alice fue uno de los cantantes invitados en el álbum The Scarecrow de Avantasia, participando en las canciones "The Toy Master" y "Death is Just a Feeling" junto a Tobias Sammet. En julio de 2008, luego de una prolongada demora, Cooper publica Along Came a Spider, su álbum de estudio número 25. El disco alcanzó la posición n.º 53 en Estados Unidos y la n.º 31 en el Reino Unido. Se trata de un álbum conceptual que narra la historia de un asesino serial llamado "Spider", el cual utiliza las extremidades y órganos de sus víctimas para crear una "araña humana". El álbum recibió críticas generalmente positivas, sin embargo la revista Rolling Stone comentó que el disco pudo haber sido mejor de haber contado con la producción de Bob Ezrin. La gira Theatre of Death en promoción del disco (durante la cual Cooper era ejecutado cuatro veces) fue descrita en un artículo publicado por The Times como "épica", conteniendo "la cantidad suficiente de sangre falsa para grabar nuevamente la película Saving Private Ryan".
En 2009, Alice Cooper participó junto a otras estrellas en la grabación de Slash, el primer álbum en solitario del guitarrista Slash, que salió a la venta en marzo de 2010. Alice Cooper interpreta la canción "Baby Can't Drive" junto a Nicole Scherzinger.

### Década de 2010

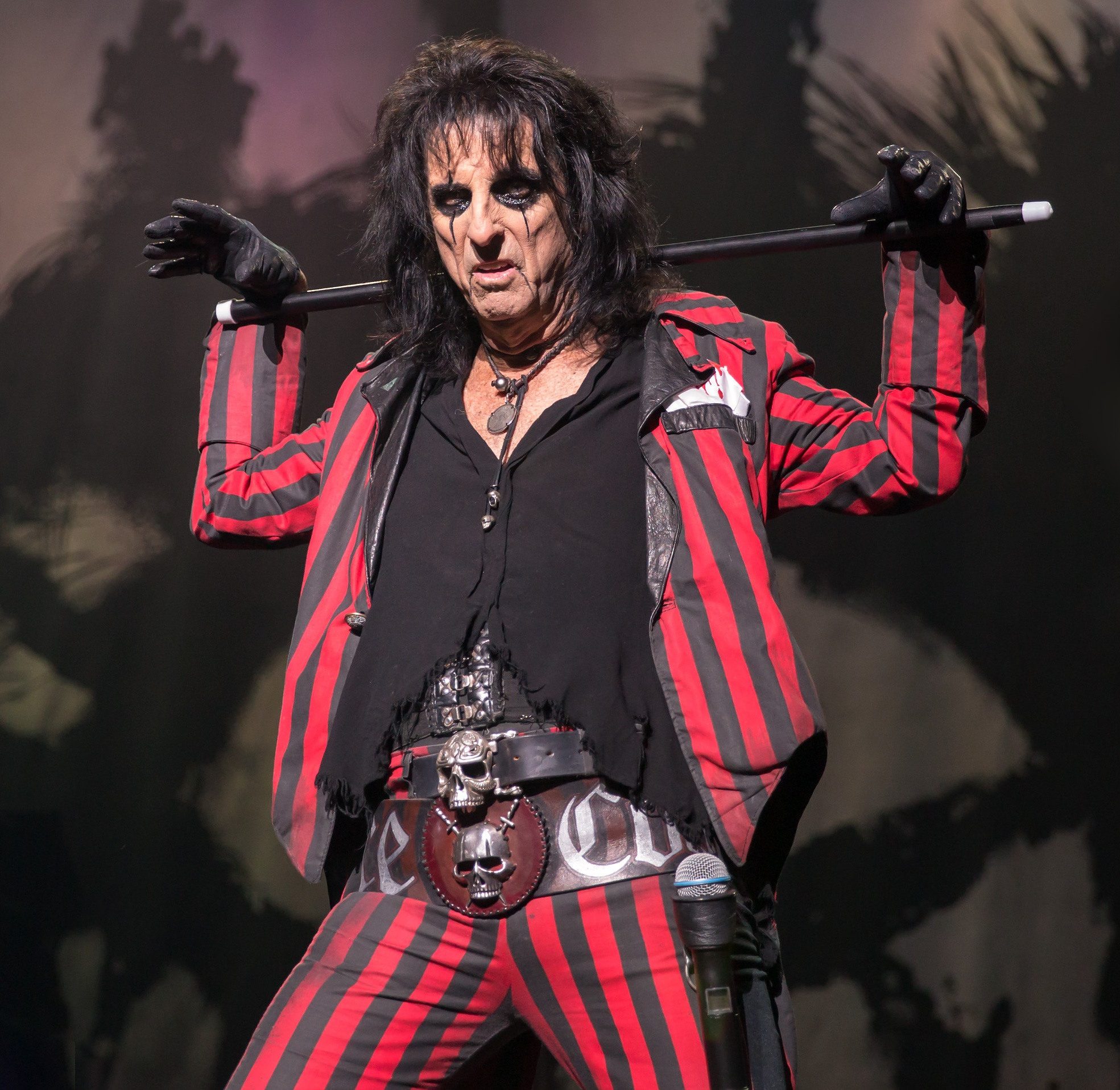
Alice Cooper en 2015.

En enero de 2010 se anunció una gira de Alice junto a Rob Zombie denominada "Gruesome Twosome". En mayo de 2010, Cooper hizo una aparición en la última temporada del programa de televisión American Idol, en la cual cantó "School's Out".

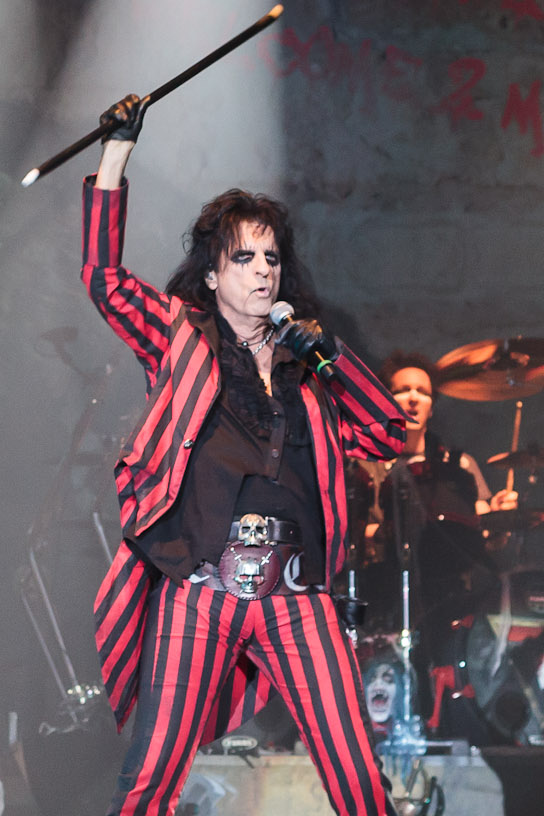
Alice Cooper en el Wembley Arena en 2012.

Junto a su hija y al músico Dick Wagner, Cooper compuso y grabó la música para la película de terror Silas Gore.
Durante 2010, Alice empezó a trabajar en la secuela de su exitoso álbum Welcome to My Nightmare. Finalmente el título del disco fue Welcome 2 My Nightmare. En una entrevista radial Cooper comentó: "Utilizaremos algunos músicos originales y algunos músicos nuevos ... además estoy muy contento por volver a trabajar con Bob (Ezrin) nuevamente."
El 15 de diciembre de 2010 se anunció que la banda sería presentada en el Salón de la Fama del Rock and Roll. La ceremonia oficial fue llevada a cabo en el 2011 y la nominación fue presentada por Rob Zombie. Los músicos originales de Alice Cooper Band Bruce, Cooper, Dunaway y Smith aceptaron el galardón y tocaron "I'm Eighteen" y "School's Out", con Steve Hunter reemplazando al fallecido Glen Buxton.
El 10 de marzo de 2011, Jackson Browne, David Crosby, Graham Nash, Alice Cooper, Jennifer Warnes y otros artistas participaron de un concierto benéfico en Tucson, Arizona, a favor de los pacientes con enfermedades mentales.
Cooper compartió escenario con la banda británica Iron Maiden en su gira Maiden England World Tour de junio a julio de 2012, y luego encabezó el festival Bloodstock Open Air en agosto del mismo año. El 16 de septiembre de 2012, Cooper participó del evento de caridad Sunflower Jam en el Royal Albert Hall, junto al guitarrista Brian May de Queen, el bajista John Paul Jones de Led Zeppelin, el baterista Ian Paice de Deep Purple y el cantante de Iron Maiden, Bruce Dickinson.
Cooper hizo una aparición en la película Sombras Tenebrosas de Tim Burton, protagonizada por Johnny Depp, Michelle Pfeiffer y Helena Bonham Carter. En la película, el vampiro Barnabas Collins (interpretado por Depp) describe a Alice como la mujer más horrible que ha visto en toda su vida, confundido por el nombre del cantante.
El 28 de enero de 2014, se reveló oficialmente que Alice Cooper sería el acto de apertura de la banda estadounidense Mötley Crüe para su gira de despedida de los escenarios. Cooper apareció en el documental biográfico Super Duper Alice Cooper, filmado por los directores canadienses Sam Dunn, Scot McFadyen y Reginald Harkema.
En 2015 se fundó el supergrupo Hollywood Vampires, compuesto por Cooper, el actor Johnny Depp y el guitarrista Joe Perry de Aerosmith. El grupo grabó el álbum Hollywood Vampires ese mismo año. La banda tiene como objetivo rendir tributo a los músicos de rock fallecidos en la década de 1970, por lo que realizan versiones de bandas en las que alguno de sus músicos haya muerto en esa época, tal es el caso de "My Generation" de The Who, "Manic Depression" de The Jimi Hendrix Experience o "Whole Lotta Love" de Led Zeppelin, agrupaciones que perdieron a uno de sus músicos por problemas relacionados con sus adicciones.
Durante una entrevista en el programa radial The Mad Rock Morning Show, Cooper anunció el lanzamiento de un nuevo álbum llamado Paranormal. El álbum, publicado el 28 de julio de 2017, fue producido por Bob Ezrin y contó con colaboraciones de los músicos Larry Mullen (U2), Billy Gibbons (ZZ Top) y Roger Glover (Deep Purple), además de algunas canciones en vivo grabadas durante un concierto en 2016 por los músicos originales de la banda de Alice Cooper: Neal Smith, Dennis Dunaway y Michael Bruce. En julio de 2018 fue anunciado el lanzamiento de un nuevo álbum en vivo del artista, titulado A Paranormal Evening At The Olympia Paris.

### Década de 2020-actualidad
En mayo de 2020, durante la crisis generada por la pandemia del COVID-19, Cooper estrenó un nuevo sencillo titulado "Don't Give Up", producido por Bob Ezrin y cuya letra se inspiró en los difíciles momentos vividos por la humanidad durante las etapas más fuertes de la pandemia, enviando un mensaje de esperanza y fortaleza. Fue grabado un vídeoclip para la canción, en el que se incluyeron contribuciones de los fanáticos como imágenes y vídeos. El músico además anunció que se encontraba trabajando en un nuevo álbum de estudio.
Alice Cooper publicó su álbum vigésimo primero el 26 de febrero de 2021, bajo el título de Detroit Stories, con el sello earMusic y producción de Bob Ezrin. Se trata de un álbum con el que el artista pretende recuperar las raíces del rock y los sonidos hard rock de la ciudad de Detroit, un trabajo introspectivo con el que Cooper quiere recuperar sus orígenes.

## Estilo e influencias
Durante una entrevista en el programa Entertainment USA en 1986, Cooper sorprendió al entrevistador Jonathan King asegurando que su banda favorita era The Yardbirds. En 1969 Alice reconoció la importancia que bandas británicas como The Beatles, The Who y The Rolling Stones, al igual que The Yardbirds, tuvieron en el desarrollo de su sonido. Cooper años más tarde rendiría tributo a The Who cantando "I'm A Boy" en el evento A Celebration: The Music of Pete Townshend and The Who en 1994 en el Carnegie Hall de Nueva York, e interpretando una versión de "My Generation" en la gira promocional de Brutal Planet en el año 2000.
Durante una entrevista con el cantante británico Ozzy Osbourne para su programa radial Nights with Alice Cooper el 22 de mayo de 2007, Cooper una vez más confirmó su gratitud hacia esas bandas y a The Beatles en particular. Durante la discusión, Cooper y Osbourne criticaron el contenido lírico de la música rock moderna. Cooper concluyó afirmando que el problema radica en que los músicos actuales "se olvidaron de escuchar a Los Beatles".
En el programa de BBC Radio 2 Tracks of My Years en septiembre de 2007, Cooper dio la lista de sus canciones favoritas: "19th Nervous Breakdown" (1966) de The Rolling Stones; "Turning Japanese" (1980) de The Vapors; "My Sharona" (1979) de The Knack; "Beds Are Burning" (1987) de Midnight Oil; "My Generation" (1965) de The Who; "Welcome to the Jungle" (1987) de Guns N' Roses; "Rebel Rebel" (1974) de David Bowie; "Over Under Sideways Down" (1966) de The Yardbirds; "Are You Gonna Be My Girl" (2003) de Jet y "A Hard Day's Night" (1964) de The Beatles.
Rob Zombie, fundador de la banda White Zombie, asegura que su primer "momento metal" fue ver a Alice Cooper en el programa televisivo de Don Kirshner. Zombie también ha comentado que la forma de vestir y los trucos en el escenario de Alice fueron una gran influencia para su carrera como músico.
En una entrevista en 1978 para la revista Rolling Stone, Bob Dylan comentó, "Creo que Alice Cooper es un compositor sobrevaluado".
En las líneas interiores del álbum The Life and Crimes of Alice Cooper, John Lydon de los Sex Pistols aseguró que Killer es el mejor álbum de rock de la historia, y en 2002 presentó su propio tributo a Cooper en un programa de BBC radio. Lydon comentó "Conozco la letra de cada canción de Alice Cooper. La cuestión es, si tu puedes llamar lo que yo tengo como una carrera musical, esta empezó cuando hacía la mímica de "I'm Eighteen" en una rocola."
En 1999, Cleopatra Records publicó el álbum Humanary Stew: A Tribute to Alice Cooper con la participación de músicos reconocidos como Dave Mustaine, Roger Daltrey, Ronnie James Dio, Slash, Bruce Dickinson y Steve Jones.

## Vida personal

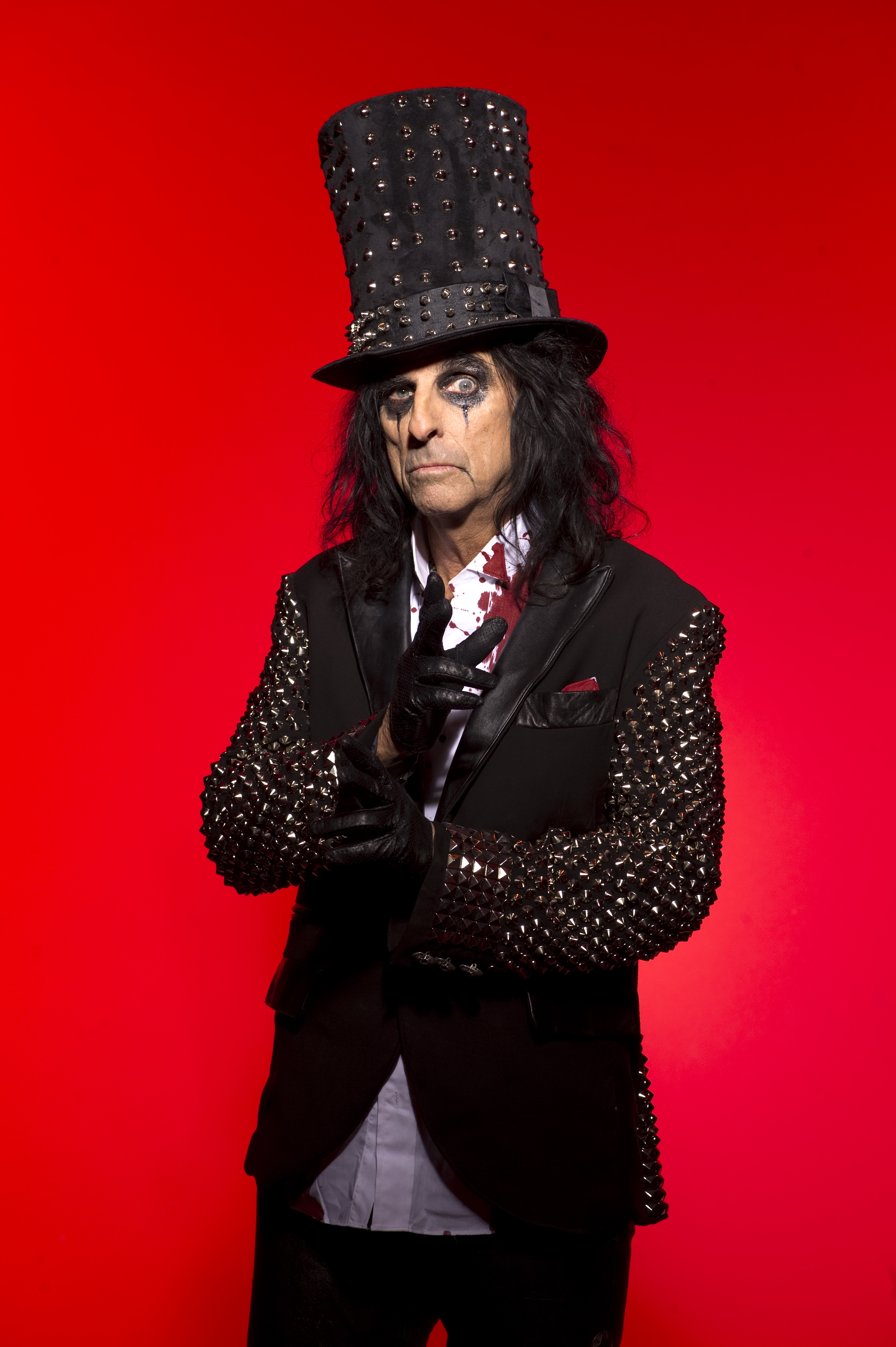
Alice Cooper en el 2011. Foto de Ross Halfin.

La propiedad legal del nombre Alice Cooper es un claro ejemplo del valor de una marca registrada. Cooper, aún en la actualidad, continúa pagando regalías anuales a sus antiguos compañeros de banda para asegurarse el uso comercial del nombre "Alice Cooper".
A comienzos de los años 1970 empezó a correr el rumor de que el actor Ken Osmond se había convertido en el músico Alice Cooper. De acuerdo a Cooper, el rumor empezó cuando un editor de un periódico universitario le preguntó qué clase de niño era, a lo que Cooper respondió, "Yo era muy desagradable, igual a Eddie Haskell." Eddie Haskell era un personaje ficticio interpretado por Osmond en la serie Leave It to Beaver. Las palabras de Alice fueron tergiversadas por el editor, extendiendo el rumor por todos los Estados Unidos. En una entrevista a New Times, Copper declaró años más tarde: "Fue el rumor más grande que corrió sobre mí. Finalmente, conseguí una camiseta que decía 'No, no soy Eddie Haskell.' Sin embargo, existen personas que aún lo creen así."
El 20 de junio de 2005, Cooper sostuvo una larga entrevista con Andrew Denton para el programa de televisión australiano Enough Rope. Discutió varios temas en la charla, incluyendo los horrores que debió enfrentar en su lucha contra el alcoholismo, sobre ser cristiano y sobre la relación con su familia. Durante la entrevista, Alice remarcó: "Observo a Mick Jagger y veo que sale en una gira de 18 meses, siendo seis años mayor que yo, por lo que pienso que cuando él se retire, yo tendré seis años más, y no le permitiré que me venza en cuestiones de longevidad".

### Relaciones y matrimonios
En la época en que la banda había firmado contrato con Straight Records, Miss Christine del grupo femenino The GTOs y Cooper iniciaron una relación sentimental. Miss Christine (cuyo nombre real era Christine Frka), falleció el 5 de noviembre de 1972 a raíz de una sobredosis. Otra reconocida novia de Cooper fue Cindy Lang, con la que compartió hogar por algunos años. Se separaron en 1975.
Luego de separarse de Lang, Cooper estuvo vinculado por algún tiempo con la actriz Raquel Welch. Luego se casó con la coreógrafa Sheryl Goddard, la cual actuó sobre los escenarios con la banda entre 1975 y 1982. Se casaron el 20 de marzo de 1976. En 1983, en el tope del alcoholismo de su esposo, Goddard pidió el divorcio, pero en 1984 la pareja se reconcilió luego de la rehabilitación de Alice. Permanecen juntos desde entonces.
En una entrevista en el año 2002, Cooper declaró que nunca le ha sido infiel a su esposa en el tiempo en que han estado juntos. En la misma entrevista, comentó que el secreto de una relación duradera es nunca dejar de salir a divertirse con la pareja. Cooper y Goddard tienen tres hijos: Calico (1981), Dash (1985) y Sonora Rose (1993).

### Adicciones
Alice ha comentado en repetidas ocasiones las dificultades que trajo para su vida el consumo de alcohol y sustancias, lo que lo llevó a rehabilitarse exitosamente a mediados de los 80. En 1986, Megadeth abrió un concierto de Alice Cooper en su gira promocional de Constrictor. Luego de enterarse del abuso de sustancias prohibidas de algunos miembros de la banda californiana, Cooper personalmente se acercó a ellos y los aconsejó sobre sus efectos nocivos, y permaneció cerca del cantante Dave Mustaine, quien considera a Cooper como su "padrino". Desde sus inconvenientes con el abuso del alcohol a mediados de los años 1980, Cooper ha aconsejado a varios músicos de rock sobre este tema. "Me he vuelto un amigo de músicos que desean desahogarse, incluso recibo llamadas a altas horas de la noche que siempre empiezan con la frase 'Entre tú y yo, tengo un problema.'" En reconocimiento a su labor ayudando a los demás con sus adicciones, Cooper recibió en el 2008 el Premio Stevie Ray Vaughan en un concierto benéfico en la ciudad de Los Ángeles.

### Religión y política
Aunque tiende a ser discreto en lo que a su fe concierne, Cooper ha confirmado en entrevistas que se ha convertido al cristianismo. Ha evitado hacer mucha publicidad puesto que, como él mismo dice: 

"Es muy fácil prestar atención a Alice Cooper y no a Cristo. Yo soy rockero, nada más. No soy filósofo. Considero que disto mucho de ser un cristiano bien formado. Así que no busques respuestas en mí".

Cuando en 2001 el diario británico The Sunday Times le preguntó cómo un roquero rebelde podía ser cristiano, Alice Cooper dio la siguiente respuesta: "Beber cerveza es fácil. Destrozar la habitación de un hotel es fácil. Pero ser cristiano, eso es duro. ¡Eso es una verdadera rebelión!".
A lo largo de su carrera, la filosofía de Cooper con respecto a la política ha sido la de que ésta no debería mezclarse con la música que interpreta, y siempre se ha guardado sus opiniones para sí, a veces incluso criticando a aquellos músicos que han hablado de política. Sin embargo, las cosas dieron un pequeño cambio en la campaña electoral para las elecciones de 2004, cuando declaró que las estrellas de rock que estaban haciendo campaña a favor del candidato demócrata John Kerry eran unos "traidores imbéciles". Estas declaraciones causaron gran polémica, por lo que Cooper se vio obligado a clarificar y reiterar, en un comunicado oficial, que la "traición" a la que se referiría no era contra el Estado sino contra los valores del rock n' roll.
En una entrevista concedida en 2008, Alice Cooper describió a la candidata republicana a vicepresidenta Sarah Palin como un "soplo de aire fresco". Asimismo, aseguró que no era demócrata ni republicano, pues él vota "por la persona y no por el partido".

### Deportes
Cooper es fanático del equipo de hockey The Arizona Coyotes. También es seguidor del béisbol, fanático de los Arizona Diamondbacks y de los Detroit Tigers. Ha demostrado públicamente su amor por la práctica del golf, e incluso ha participado en algunas competiciones "Pro–am".

### Alice Cooper en la cultura popular
Cooper, un fanático de la serie animada Los Simpsons, contribuyó con la historia para la edición de la historieta Bart Simpson's Treehouse of Horror de 2004, una publicación especial que contenía también colaboraciones de Gene Simmons, Rob Zombie y Pat Boone. La historia creada por Alice mostraba a Homer Simpson transformándose en un asesino en serie similar a Jason Voorhees, acosando a los ciudadanos de Springfield.
En octubre de 1979, Alice Cooper apareció en la historieta Marvel Premiere, edición especial de la editorial Marvel Comics.

## Miembros

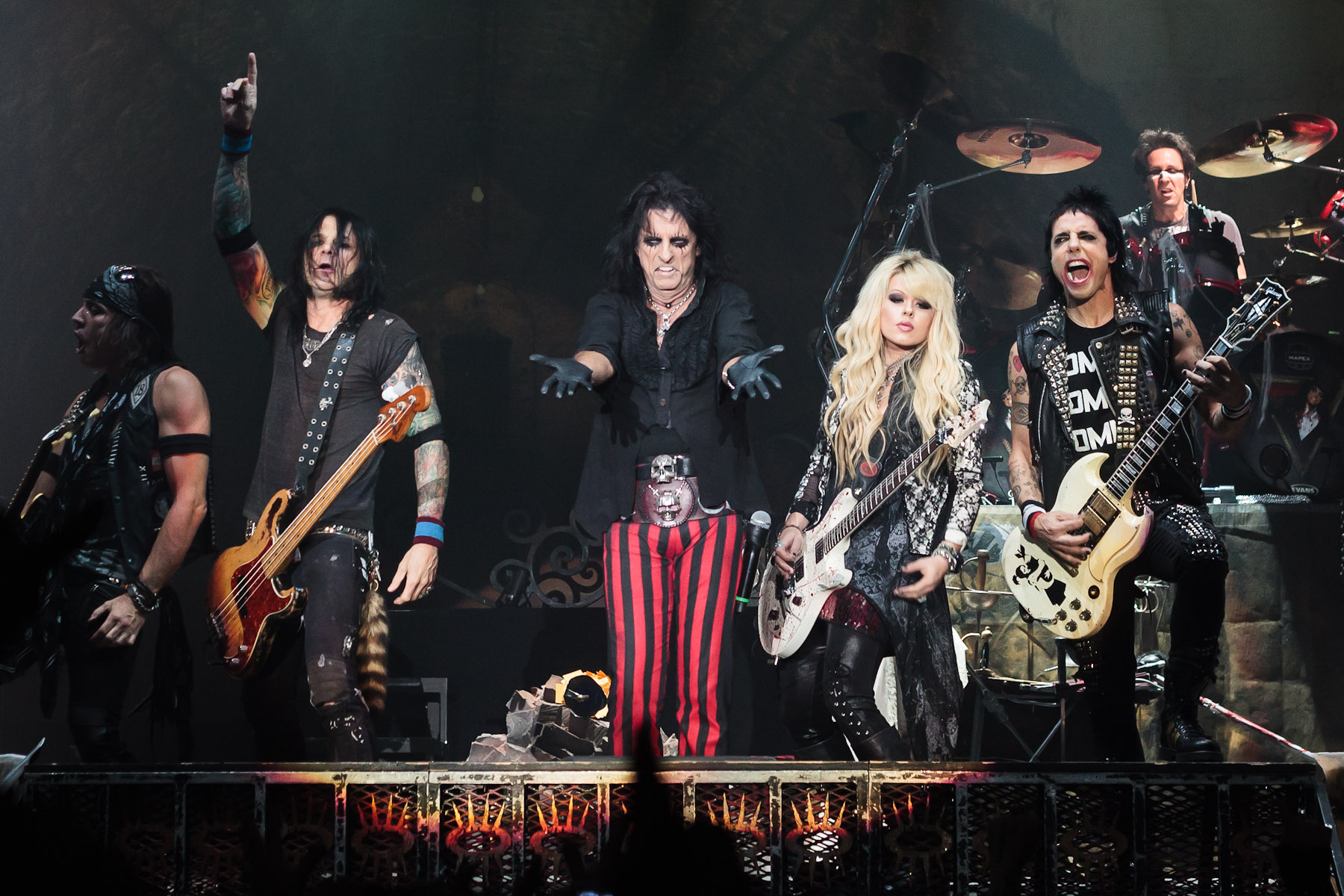
Alice Cooper y su banda en vivo en un concierto en Londres en 2012.

### Actuales
- Alice Cooper – voz, guitarra, armónica (1963–presente)
- Ryan Roxie – guitarra, coros (1996–2006, 2012–presente)
- Chuck Garric – bajo, coros (2002–presente)
- Glen Sobel – batería, percusión (2011–presente)
- Tommy Henriksen – guitarra, coros (2011–presente)
- Nita Strauss – guitarra, coros (2014–2022, 2023–presente)[108]

### Formación original
- Vincent Damon Furnier – voz (1965–presente)
- Glen Buxton – guitarra (1965–1973) (fallecido)
- Michael Bruce – guitarra (1965–1973)
- Dennis Dunaway – bajo (1965–1973)
- Neal Smith – batería (1965–1973)

## Discografía
| Discos de la banda Alice Cooper: - Pretties For You (1969) - Easy Action (1970) - Love It to Death (1971) - Killer (1971) - School's Out (1972) - Billion Dollar Babies (1973) - Muscle of Love (1973) - The Revenge of Alice Cooper (2025) Discos como solista: - Welcome to My Nightmare (1975) - Alice Cooper Goes to Hell (1976) - Lace And Whiskey (1977) - The Alice Cooper Show (1977) - From the Inside (1978) - Flush the Fashion (1980) - Special Forces (1981) - Zipper Catches Skin (1982) | - DaDa (1983) - Constrictor (1986) - Raise Your Fist and Yell (1987) - Trash (1989) - Hey Stoopid (1991) - The Last Temptation (1994) - A Fistful of Alice (1997) - Brutal Planet (2000) - Dragontown (2001) - The Eyes of Alice Cooper (2003) - Dirty Diamonds (2005) - Live at Montreux 2005 (2006) - Along Came A Spider (2008) - Welcome 2 my Nightmare (2011) - Paranormal (2017) - Detroit Stories (2021) - Road (2023) |

### Colaboraciones
- "School's Out" (2004) con A*TEENS
- "Be Chrool to Your Scuel" (1985) (con Twisted Sister)
- "Two for The Road" (1989) (con Icon)
- "The Garden" (1991) (con Guns N' Roses)
- "Hands of Death (Burn Baby Burn)" (1996) (con Rob Zombie)
- "Intro - Great Milenko" (1997) (con Insane Clown Posse)
- "The Toy Master" (2008) (con Avantasia)
- "Baby Can't Drive" (2010) (con Slash)
- "Savages" (2014) (con Theory Of A Deadman)

### Canciones para bandas sonoras
- "Because" (con los Bee Gees) - Sgt. Pepper's Lonely Hearts Club Band (1978)
- "I Am the Future" - Clase de 1984 (1982)
- "Hard Rock Summer", "Teenage Frankenstein" y "He's Back (The Man Behind the Mask)" - Viernes 13: Parte 6 (1986)
- "Prince of Darkness" - El Príncipe de las Tinieblas (1987)
- "I'm Eighteen"- Heartbreak Hotel (1988)
- "I Got a Line on You" - Iron Eagle II (1988)
- "Poison" - Tango & Cash (1989)
- "Feed my Frankenstein" - Wayne's World (1992)
- "School's Out" y "No More Mr. Nice Guy"- Dazed and Confused (1993)
- "School's Out" - Scream (1996)
- "Only Women Bleed" - Halloween: el origen (2007)
- "I Am the Spider" - Suck (2009)
- "No More Mr. Nice Guy" y "Ballad Of Dwight Fry" - Sombras tenebrosas (2012)
- "Dangerous Tonight" - Watch Dogs (2014)

## Premios y nominaciones

### Premios Grammy
| Año  | Trabajo nominado                       | Categoría                             | Resultado |
| ---- | -------------------------------------- | ------------------------------------- | --------- |
| 1984 | Alice Cooper: The Nightmare            | Mejor vídeo musical de larga duración | Nominado  |
| 1997 | Hands of Death (Burn Baby Burn)        | Mejor interpretación de metal         | Nominado  |
| 2019 | Jesus Christ Superstar Live In Concert | Mejor álbum de teatro musical         | Pendiente |

## Filmografía
- Diary of a Mad Housewife – 1970
- Medicine Ball Caravan - 1971
- Sextette - 1977
- El Show de los Muppets - 1978
- Roadie – 1980
- Monster Dog – 1984
- Prince of Darkness – 1987
- Freddy's Dead: The Final Nightmare – 1991
- Wayne's World – 1992
- The Attic Expeditions - 2001
- Suck – 2009
- Sombras tenebrosas – 2012
- Bigfoot – 2012
- Skum Rocks! – 2013
- Super Duper Alice Cooper – 2014
- Hired Gun - 2017